# Estrets de Tiran

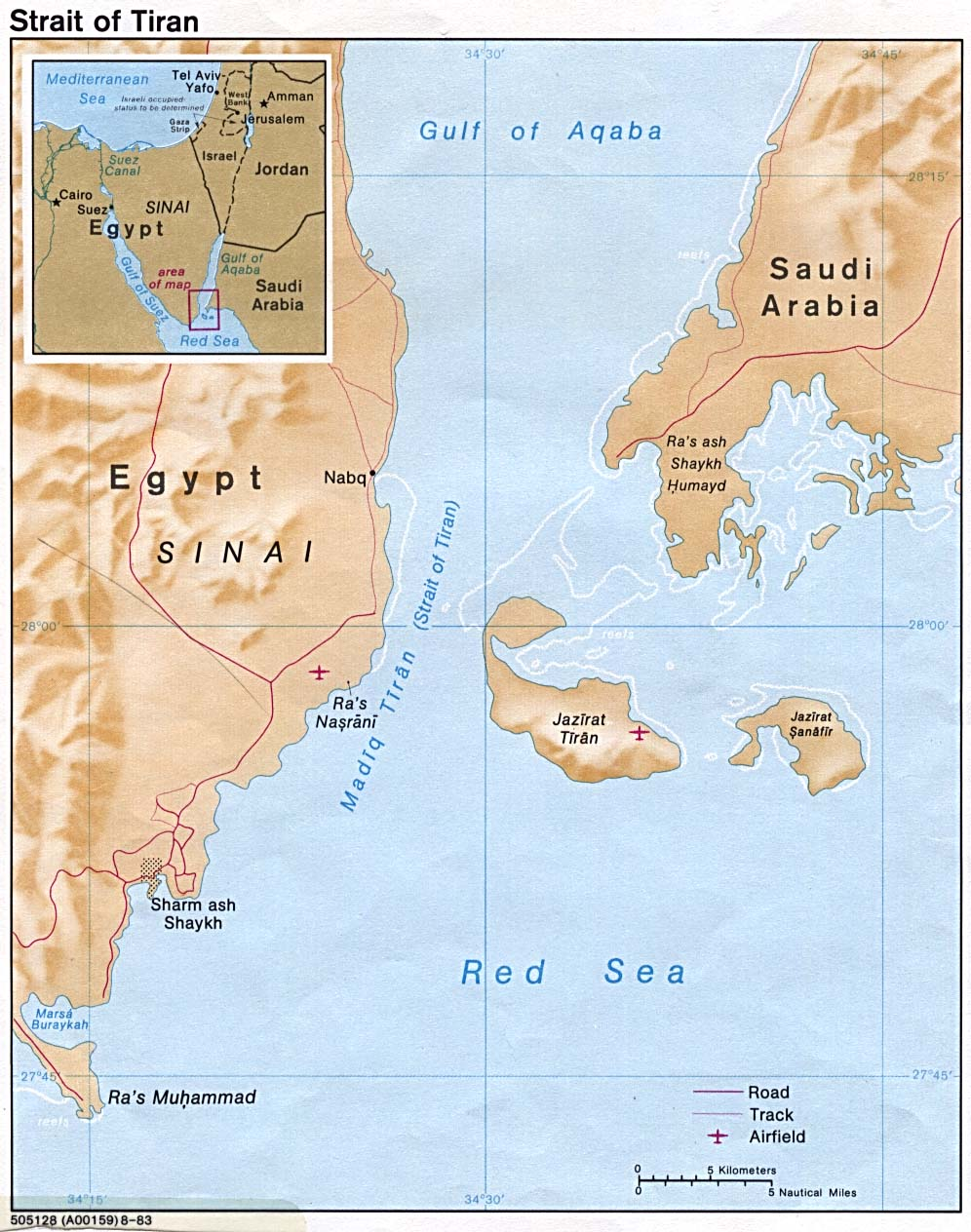
Mapa

Els estrets de Tiran (àrab: مضائق تيران, maḍāʾiq Tīrān) o estret de Tiran (àrab: مضيق تيران, maḍīq Tīrān) són els passos estrets marítims entre les penínsules del Sinaí i Aràbiga que connecten el golf d'Àqaba i el mar Roig. La distància entre les dues penínsules és d'uns 13 km . La Força Multinacional i els Observadors supervisa el compliment d'Egipte en el manteniment de la llibertat de navegació per l'estret, tal com preveu el Tractat de pau entre Israel i Egipte.

## Antecedents
Els documents internacionals es refereixen de manera inconsistent tant a l'"estret de Tiran" com a l'"estret de Tiran". Hi ha diversos passatges formats per les illes entre Egipte i l'Aràbia Saudita. L'estret més occidental, entre Egipte i l'illa de Tiran, dominat per la ciutat egípcia Xarm el-Xeikh, és l'"Estret de Tiran", de 5 o 6 km d'amplada. Té dos passatges prou profunds per ser navegable per grans vaixells. El passatge de l'Enterprise, de 290 metres de profunditat, és adjacent al costat egipci, mentre que el pas de Grafton de 73 metres de profunditat, envoltat de pocs profunds, es troba a l'est, més a prop de l'illa de Tiran. A l'est de Tiran, entre aquest i l'Aràbia Saudita, l'altre estret té esculls i aigües poc profundes amb un sol canal de 16 metres de profunditat.
L'accés a l'únic port marítim d'Àqaba de Jordània i a l'únic port marítim d’Israel al Mar Roig d'Eilat es fa a través del golf d'Àqaba, que dona importància estratègica a l'estret de Tiran. El 1967, el 90% del petroli israelià va passar per l'estret de Tiran, convertint-lo en un objectiu del bloqueig egipci durant el Bloqueig de la Lliga Àrab a l'estat d'Israel.